# جيمس إس فوس
جيمس إس فوس (بالإنجليزية: James S. Voss)‏ (و. 1949 – م) هو رائد فضاء، ومهندس، وأستاذ جامعي من الولايات المتحدة الأمريكية . ولد في كوردوفا، ألاباما.

## ريادة الفضاء
شارك في المهمات الفضائية:
- البعثة 2[1]
- STS-53[1]
- STS-101[1]
- STS-105[1]
- رحلة الفضاء STS-69[1]
- STS-102[1]
- STS-44.[1]

## التعليم
تعلم في جامعة أوبرن